# Чан'езит-(Y)
Чан'езит-(Y) — мінерал з хімічною формулою, попередньо, (Ca
8Y)□Fe2+
(PO
4)
7, знайдений у вигляді безбарвних прозорих стовпчастих кристалів у базальтових частинках на Місяці. Фосфатний мінерал чан'езит-(Y) належить до групи місячних меррілітів, і його виявив у 2022 році Пекінський науково-дослідний інститут геології урану, які знайшли монокристал мінералу розміром 10 мкм під час вивчення частинок, зібраних на Місяці китайською місією з дослідження Місяця «Чан'е-5», і проаналізували його за допомогою рентгенівської дифракції. Це шостий новий мінерал, ідентифікований людьми на Місяці. Стверджується, що мінерал може містити ізотоп гелію-3.

## Історія
Чан'езит-(Y) названо на честь Чан Е, богині Місяця в китайській міфології. П'ята місія китайської програми дослідження Місяця, «Чан'е-5», є першою місією Китаю з поверненням зразків з Місяця. Китайське національне космічне управління та Китайське управління з атомної енергії спільно оголосили в Пекіні 9 вересня 2022 року, що новий мінерал чан'езит-(Y) був знайдений вченими з Пекінського науково-дослідного інституту геології урану у зразках з поверхні Місяця, повернутих роботизованою місією «Чан'е-5» наприкінці 2020 року, і вже є схваленим Міжнародною мінералогічною асоціацією та її Комісією з нових мінералів, номенклатури та класифікації (CNMNC).